# 후시미 히로아키
후시미노미야 히로아키 왕(일본어: 伏見宮博明王 ふしみのみや ひろあきおう[*], 1932년 (쇼와 7년) 1월 26일 - )은 일본의 구황족이다. 후시미와카노미야 히로요시 왕의 장남이다. 현 후시미노미야 26대 당주이다. 1947년 (쇼와 22년)의 황적이탈 후의 이름은 후시미 히로아키 (伏見 博明)로 칭했다. 일본문화진흥회 총재, 신일본미술원 총재, 국제학사원 총재이다. 모빌 석유 (현 ENEOS) 고문이다. 
상왕 아키히토의 6촌 형이며, 일왕 나루히토의 삼종백부에 해당한다.

## 약력
1932년 (쇼와 7년) 1월 26일 오후 2시 27분, 후시미노미야 저택에서 히로요시 왕과 히로요시 왕비 토키코사이에서 장남으로 태어났다. 태어난지 7일이 된 2월 1일에 "히로아키(博明)"라고 지어졌다.
1938년 (쇼와 13년) 10월 19일에 아버지 히로요시 왕이 사망하였고, 게다가 제 2차 세계대전이 끝나고 얼마 되지 않은 1946년 (쇼와 21년) 8월 16일에 할아버지 후시미노미야 히로야스 왕이 사망함에 따라, 14세의 어린 나이에 후시미노미야를 계승했다.
연합국 점령 하에서 1947년 (쇼와 22년) 10월 14일에 다른 황족과 함께 신적강하 (황적이탈)하였다.
어려서부터 친한 친구 이구와 함께 미국 유학을 열망하게 되었다. 그리고, 미국 매사추세츠 공과대학에 유학을 갔고, 귀국 후에는 모빌 석유에 입사했다. 현재는 모빌 석유 (현 ENEOS)의 고문을 맡고 있다.
2001년 (헤이세이 13년)에 일본문화진흥회의 5대 총재로 취임했다. 시상식에서는 황적 이탈 후, 일반인인 히로아키이지만, 과거 황족이었던 점을 감안해 "전하"로 불렸다. 이후, 주변 사람들에게서는 전하로 불리게 되었다.

## 수훈
- 1940년 (쇼와 15년) 8월 15일 - 기원이천육백년축전기념장

## 저서
- 『구황족의 종가・후시미노미야에서 태어나 ‐ 후시미 히로아키 구술 히스토리』 - 츄오코론신샤 2021년. 후루카와 에리코ㆍ 코미야쿄 편 (들은 대로 적은 기록)

## 가족
- 아버지 : 히로요시 왕
- 어머니 : 히로요시 왕비 토키코
- 아내 : 요시카와 토키코 (요시카와 타케시의 3녀)
  - 장녀 : 아키코 (1959년 11월 28일 - )
  - 차녀 : 노부코 (1961년 6월 19일 - )
  - 3녀 : 마사코 (1964년 - )

대를 이을 아들이 없어, 후시미노미야가는 26대 당주인 히로아키 대에서 적류가 단절될 전망이다.

## 계보
| 히로아키 왕 | 아버지 히로요시 왕 | 조부 후시미노미야 히로야스 왕 | 증조부 후시미노미야 사다나루 친왕 |
| 히로아키 왕 | 아버지 히로요시 왕 | 조부 후시미노미야 히로야스 왕 | 증조모 카와노 치요코              |
| 히로아키 왕 | 아버지 히로요시 왕 | 조모 히로야스 왕비 츠네코     | 증조부 도쿠가와 요시노부          |
| 히로아키 왕 | 아버지 히로요시 왕 | 조모 히로야스 왕비 츠네코     | 증조모 신무라 노부                |
| 히로아키 왕 | 어머니 토키코      | 조부 이치죠 사네테루          | 증조부 시죠 타카우타              |
| 히로아키 왕 | 어머니 토키코      | 조부 이치죠 사네테루          | 증조모 시죠 하루코                |
| 히로아키 왕 | 어머니 토키코      | 조모 이치죠 에츠코            | 증조부 호소카와 모리히사          |
| 히로아키 왕 | 어머니 토키코      | 조모 이치죠 에츠코            | 증조모 코우히메                   |